# Гаразд Володимир Степанович
Володимир Степанович Гаразд (17 січня 1966, Долина, Івано-Франківська область — 6 січня 2021, там же) — український громадсько-політичний діяч, у 2006—2020 рр. голова міста Долина, Івано-Франківська область, голова Долинської об'єднаної територіальної громади, віце-президент (2007 - 2009) та президент асоціації «Енергоефективні міста України» у 2009—2019 рр.

## Життєпис

### Освіта
Закінчив Долинську середню школу № 4 у 1982 році. Львівський лісотехнічний інститут, спеціальність — інженер лісового господарства (1989), з відзнакою Тернопільську академію народного господарства (1998), спеціальність «Фінанси та кредит», кваліфікація економіст, Міжнародний інститут бізнесу, м. Київ (2002).
Стажувався за навчальними програмами розвитку громад у Канаді (2000, 2003) та США (2007), за програмою енергозбереження у Японії (2015) за кошти відповідних урядів.

### Трудова діяльність
Трудову діяльність розпочав у 1989 році на посаді помічника лісничого у Вигодському лісокомбінаті. В 1990—1992 рр. — обраний на посаду директора Долинського міжколгоспного лісгоспу. Починаючи з 1993 року по 2006 рік активно займався бізнесом та суспільною діяльністю, заснував ряд відомих комерційних та громадських установ, де працював на керівних посадах. З жовтня 2003 року по травень 2006 року працював директором Фонду підтримки підприємництва у Долині, де вперше було реалізовано на практиці канадійські підходи до місцевого економічного розвитку.
Був ініціатором того, що 12 лютого 2009 р. Долина, в числі перших міст України і Східної Європи, підписала угоду і стала учасником угоди «Covenant of Mayors» — масштабної ініціативи муніципалітетів під егідою Європейської Комісії, направленої на скорочення викидів парникових газів до 2020 року.
У листопаді 2017 року увійшов до рейтингу 5 мерів-інноваторів України. Організаторами рейтингу були інтернет-видання — «Українська правда» та Міжнародний саміт мерів.
У 2017 році на Міжнародному саміті мерів місто отримало нагороду премії Smart Cities Ukraine 2017 в номінації «Cleantech-рішення та енергоефективність».
Долина — єдине місто в Україні, яке отримало європейський сертифікат енергоефективного менеджменту.
За понад 10 років у Долині утеплили всі заклади бюджетної сфери міста, більш як 30 % житлових будинків, що є найвищим показником в Україні, модернізували вуличне освітлення, відмовилися від централізованого опалення, а понад 60 % великих котелень перевели на альтернативні види палива.

### Політична кар'єра
Позапартійний. Міський голова з 16.05.2006 р. Двічі переобирався на посаду міського голови Долини 31.10.2010 р. та 25.10.2015 р., де за нього проголосували 43,78 % виборців.
Ініціатор створення Долинської ОТГ.

### Родина і приватне життя
Одружений. Дружина — Гаразд Марія Миколаївна, 1969 р.н. Син — Гаразд Андрій Володимирович, 1992 р.н. Дочка — Гаразд Ірина Володимирівна, 1996 р.н.
Має чотирьох внуків.
Захоплюється спортом, любить читати, цікавиться краєзнавством.

### Нагороди
- Лауреат Івано-Франківської обласної краєзнавчої премії ім. І. Вагилевича (2014 р.)
- Почесна Грамота Верховної Ради України (2019 р.)
- Почесний громадянин міста Долина (2021, посмертно)[8]

### Смерть
18 грудня у Володимира Гаразда діагностовано COVID-19, з 25 грудня перебував у реанімації. Помер 6 січня 2021 року.

## Вшанування пам'яті
- У червні 2023 року видано книгу про життєвий і творчий шлях Володимира Гаразда «Він був наче кедр ливанський».[9]